# Liedersdorf
Liedersdorf ist ein Ortsteil der Stadt Allstedt im Landkreis Mansfeld-Südharz in Sachsen-Anhalt.

## Geografie
Liedersdorf liegt zwischen Sangerhausen und Eisleben.

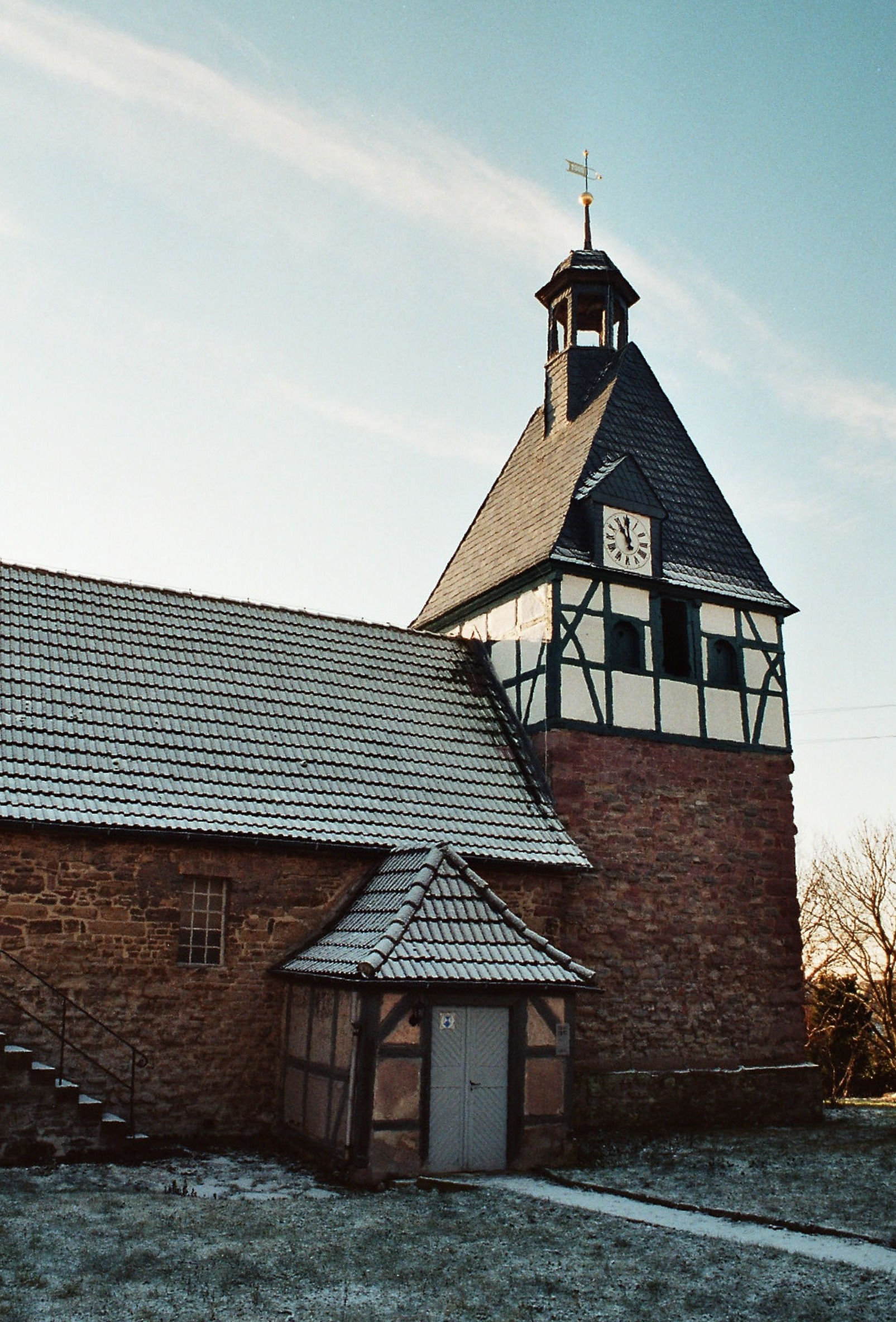
Die Dorfkirche

## Geschichte
Die erste urkundliche Erwähnung erfolgte im Jahr 899 als Lindolvesdorf.
Genau 16 Jahre lang vom 1. April 1974 bis zum 31. März 1990 gehörte Liedersdorf zur Gemeinde Allstedt.
Am 1. Januar 2010 wurde die bis dahin wieder selbstständige Gemeinde Liedersdorf zusammen mit den Gemeinden Beyernaumburg, Emseloh, Holdenstedt, Katharinenrieth, Mittelhausen, Niederröblingen (Helme), Nienstedt, Pölsfeld, Sotterhausen und Wolferstedt in die Stadt Allstedt eingemeindet.

## Wirtschaft und Infrastruktur

### Verkehr
Nördlich der Gemeinde verläuft die Bundesstraße 80 von Sangerhausen nach Eisleben. Die Bundesautobahn 38, die von Halle (Saale) nach Göttingen führt, liegt südlich vom Liedersdorf.